# جسیکا هاسنر

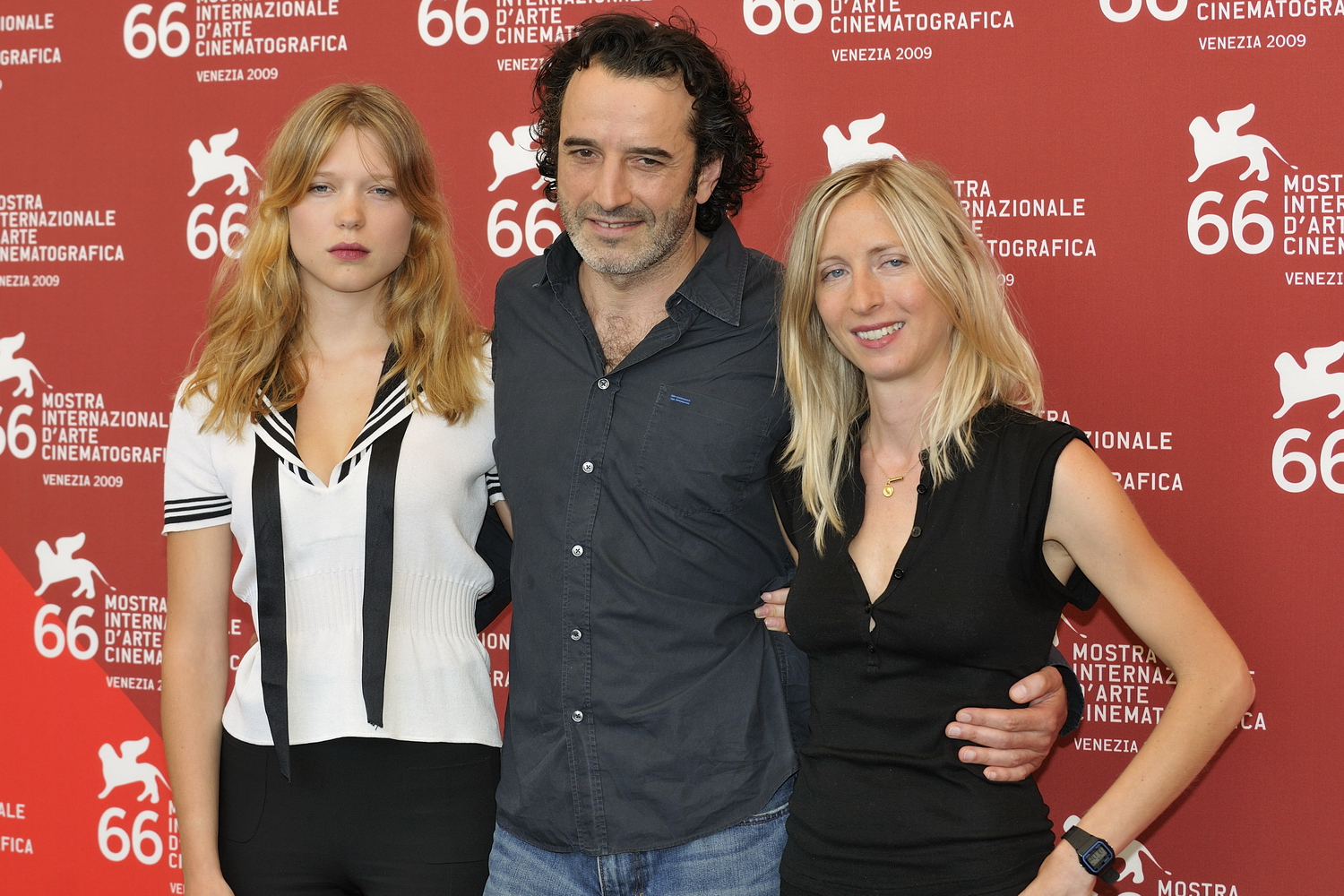

جسیکا هاسنر (آلمانی: Jessica Hausner؛ زادهٔ ۶ اکتبر ۱۹۷۲) یک فیلم‌نامه‌نویس، و کارگردان اهل اتریش است. 

## فیلمشناسی
- ریتای دوست‌داشتنی (۲۰۰۱)
- هتل (۲۰۰۴)
- لورد (فیلم)  (۲۰۰۹)
- عشق دیوانه (۲۰۱۴)
- جو کوچولو (۲۰۱۹)
- کلوب صفر (۲۰۲۳)